# Coccidioïdomycose
 Mise en garde médicale
La coccidioïdomycose, également connue sous le nom de fièvre de la vallée (valley fever), fièvre de la vallée de San Joaquin, fièvre de la vallée de Californie ou encore fièvre du désert, est une infection mycosique causée par le champignon Coccidioïdes immitis ou le Coccidioïdes posadasii. 

## Épidémiologie
Elle est endémique du Sud-Ouest des États-Unis (Californie, Nevada, Utah, Arizona, Nouveau-Mexique, Texas), et du Nord-Ouest du Mexique.
C. immitis se trouve dans le sol de certaines régions du Sud-Ouest des États-Unis, dans le Nord du Mexique, et dans certaines parties de l'Amérique centrale et de l'Amérique du Sud et son incidence tend à croître dans ces régions. Dormant durant les longues périodes de sécheresses, il se développe comme les moisissures, avec de longs filaments qui diffusent des spores dans l'air quand arrive la pluie. Les spores, connues sous le nom d'arthroconidia, sont éparpillées dans l'air lorsque les sols secs sont remués pour certaines activités humaines (construction, agriculture, etc.). L'infection est causée par l'inhalation de ces particules. La maladie n'est pas contagieuse.
Les femmes enceintes et les immunodéprimés ont des formes plus graves.

## Description
La coccidioïmycose, dans un premier temps, se manifeste comme une infection respiratoire aiguë, pouvant s'apparenter à une pneumonie d'intensité très variable. Elle est à développement limité, et est due à l'inhalation des spores. 
Une atteinte du rachis est possible.
Elle peut, dans un second temps, devenir une maladie chronique progressive, sévère et virulente.

## Diagnostic
Le diagnostic est sérologique. La recherche de l'antigène mycotique dans les urines peut être faite dans les formes disséminées. 

## Traitement
La prise en charge de la coccidioïdomycose a fait l'objet de la publication de recommandations par l'Infectious Diseases Society of America (en) en 2016.
Le traitement est à base de médicaments antifongiques de type imidazole : fluconazole ou itraconazole, sans supériorité démontrée de l'un ou l'autre. Ils sont donnés de manière prolongée, plusieurs mois, voire plusieurs années.

## Cycle de vie du champignon
Le champignon C. immitis possède un cycle hétéromorphe (c'est-à-dire à plusieurs formes) : une phase haploïde saprophytique dans le sol et une phase infectieuse.

## À la télévision
Cette maladie fournit le point de départ de l'épisode 9 de la saison 1 de la série télévisée Bones intitulé Joyeux Noël !. 
On la retrouve aussi dans l'épisode 16 de la saison 6 de la série NCIS (voir Saison 6 de NCIS : Los_Angeles#Épisode 16 : Date d'expiration).[réf. nécessaire]
Elle apparaît également dans l'épisode 4 de la saison 3 de Dr House nommé Dans les yeux.
Il est fait mention de la maladie dans la saison 2 de Chicago Med, épisode 19 - "Piratage".